# Andoki légi katasztrófa
Az 1972-es andoki légi katasztrófa az uruguayi légierő repülőgépének lezuhanása volt, útban Montevideóból Santiago de Chilébe. A gép (Fairchild F–227 típus) 1972. október 13-án zuhant le az Andokban, 4000 méteres magasságban. 
A 45 főből 72 nap után 16 embert sikerült megmenteni. A megmenekült 16 főből 12 fő 2025 májusában még életben van.
Az esemény azóta „az Andok csodája” néven ismert. Az eseményekről Frank Marshall készített dokumentumdrámát.

## Az ütközés
A 40 utas az Old Christian's Club rögbicsapat – amely a legsikeresebb klub volt két bajnoki győzelemmel (1968 és 1970) Uruguayban – tagjai, támogatói és rokonai voltak. A chilei Santiagóban barátságos meccset kellett volna játszania a csapatnak.
Az utazás 1972. október 12-én kezdődött Montevideóban. Mendozában (Argentínában) a rossz időjárási körülmények miatt az utazást meg kellett szakítani éjszakára. Másnap továbbrepültek Santiago de Chilébe. A repülőteret a gép nem tudta közvetlenül légvonalban elérni, mivel ez a típus nem képes az Andok egyes magasabb hegyei fölé emelkedni. Ezért délre kellett repülnie hegycsúcsok között. A 6000 méter magas hegycsúcsok körüli repülés során a pilótáknak hurrikán erejű széllel és jeges hóeséssel kellett megküzdeniük. Amikor a pilóta úgy vélte, hogy már elhagyta az Andok veszélyes, magasabb hegycsúcsait, ereszkedésbe kezdett. A navigációs hiba vezetett a balesethez.
A jobb szárny hegynek ütközött és leszakadt, leszakítva a gép hátsó részét is. Néhány utas és a személyzet is kizuhant. Másodpercekkel később a gép újabb hegycsúcsnak csapódott, leszakítva a bal szárnyat. Eddigre csak a törzs maradt, ez kb. 350 km/h sebességgel egy hópadon landolt, és ezért egyben maradt. A géptörzs két hónapig menedékhelyként szolgált a túlélők számára.
A 45 ember közül 12 halt meg a baleset során vagy közvetlenül azt követően. A sérültek közül további öt fő meghalt az első éjszaka. A hőmérséklet –30-–40 °C lehetett.
A nyolcadik napon egy kis rádióban hallották a túlélők, hogy hivatalosan leállították a baleset áldozatainak keresését, és halottnak nyilvánították őket. A megfelelő ruházat, élelem és elsősegélydobozok hiányában a túlélők állapota egyre kritikusabbá vált. Aznap az egyik utas is meghalt.
A minimális ételtartalék (néhány tábla csokoládé, keksz, néhány pohár bor) gyorsan elfogyott. Mivel a környéken nem volt sem növényzet, sem állat, a túlélők kannibalizmusra kényszerültek.
Egy újabb sorscsapást is át kellett élniük, amikor október 31-én éjszaka, alvás közben lavina érte őket, további 8 ember halálát okozva. Egy másik éjszaka egy újabb lavina teljesen beborította a gép maradványait, a túlélők két napig a géptörzsbe szorultak, felettük hóvihar tombolt. Mivel a lavina még a korábbi áldozatok holttestét is elvitte, egynapos éhezés után úgy döntöttek, hogy a lavina friss áldozataiból esznek.
November közepén további két túlélő belehalt a sérüléseibe. Az utolsó áldozat Numa Turcatti volt, aki december 11-én halt meg a sebfertőzése következtében.

## Kannibalizmus
A profán kannibalizmusról (amely során az emberi húst táplálékként értékelik) nem volt könnyű a döntés, mert a halottak között sok rokon, barát vagy legalábbis ismerős volt. Voltak, akik erkölcsi okból visszautasították a kannibalizmust, de a kétségbeejtő helyzet néhány nap után mindenkit arra kényszerített, hogy emberhússal táplálkozzon. Körülbelül hat holttestet kezdetben érintetlenül hagytak a még élő rokonok iránti tiszteletből, és csak extrém esetben kellett volna táplálékul szolgálniuk. Végül csak Nando Parrado anyjának és nővérének a holtteste maradt érintetlenül, aki Roberto Canessával együtt ment el segítségért.

## Expedíciók és mentés

A baleset környéke. A pontozott zöld vonal jelzi a túlélők 61 km-es, tíznapos útját

Több túlélő is bátran vállalta a különböző irányú felderítő utakat, de be kellett látni, hogy az expedíciók nagy kockázattal járnak: az állandó fagyveszélytől függetlenül fennállt a hóvakság vagy a gleccserdarabolódás, csúszás veszélye is. Ezen kívül a levegő oxigéntartalma ezen a magasságon túl alacsony volt. 

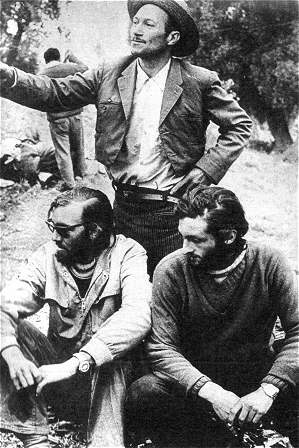
Fernando Parrado és Roberto Canessa Sergio Catalán pásztorral

A legjobb fizikai erőnléttel rendelkezők közé Fernando Parrado, Roberto Canessa és Antonio Vizintín tartozott, akik szervezete jobban ellenállt a katasztrofális körülményeknek. A túlélők reménysugárnak tekintették, amikor az expedíció résztvevői a géptörzstől 3 km-re megtalálták a repülőgép hátsó szárnyát. A pilótafülke rádióját a hátsó szárnyból kiszedett akkumulátorral remélték beüzemelni. Ez a próbálkozás meghiúsult, mert a készüléknek váltóáramra lett volna szüksége a működéshez.
Ha Parradó, Canessa és Vizintín egy korábbi felfedező útjuk során tovább halad kelet felé, 29 km (légvonalban 20,9 km) után elérték volna a Hotel Termas el Sosneadót. Habár a szálloda üresen állt, volt benne élelmiszer, elsősegélydobozok és ruhák. Az ok ugyanaz volt, mint a balesetben, amikor a pilóták a hegy felé kormányozták a gépet: azt hitték, hogy már Chile területén vannak, de még kb. 20 km-rel keletebbre, Argentína területén voltak.
December 13-án, 62 nappal a baleset után, Parrado, Canessa és Vizintín elindult az emberlakta települések elérése érdekében. Az expedíció nagyon lassan haladt előre. A harmadik napon Vizintín visszament a géphez, így Parrado és Canessa nagyobb élelmiszerkészlet felett rendelkezhetett útjuk során. 
Tíz nap gyaloglás után Parradónak és Canessának sikerült átkelnie az Andokon. Sergio Catalán chilei juhász találta meg őket, majd elkísérte a 2 túlélőt egy másik pásztorhoz, egy hegyi kunyhóba, és enni adott a legyengült embereknek. Ő maga a közeli útra lovagolt, majd egy kisteherautóval Puente Negróba hajtott, ahol értesítette az ottani rendőrséget, amely mindent megtett, hogy kimentse a többi túlélőt a hegyekből. A további 14 túlélőt december 22-én és 23-án kimentették, és egy santiagói kórházba szállították, ahol az orvosok megállapították, hogy csak egy ember állapota súlyos.

A holttesteket, pontosabban a maradványaikat, a becsapódás helyszínétől fél kilométerre (a lavinazónán kívül) sziklák alá temették el. Emlékül még egy keresztet is állítottak ott 
MÁS CERCA, OH DIOS, DE TI

EL MUNDO A SUS HERMANOS URUGUAYOS, 1972
 (Közelebb, közelebb, Uram, hozzád! A világ az uruguayi testvéreinek. 1972) felirattal. A gép törzsét lelocsolták benzinnel és felgyújtották.
A túlélők: Fernando Parrado (Nando), Roberto Canessa (Musculo), Antonio Vizintín (Tintin), Alfredo Delgado (Pancho), Ramón Sabella (Moncho), Eduardo Strauch, Daniel Fernandéz, Adolfo Strauch (Fito), Alvaro Mangino, Pedro Algorta, Javier Methol, Roy Harley, Gustavo Zerbino, Roberto Francois (Bobby), Carlos Páez Rodriguez (Carlitos) és José Inciarte (Coche). 
A halottak között volt a teljes személyzet: pilóta, másodpilóta, navigátor, technikus és légiutas-kísérő.
A túlélők ma is egymás közelében élnek a főváros, Montevideo Carrasco kerületében. A tragikus események barátokká és hívőkké tették őket. Néhány túlélő napjainkban világszerte előadásokat tart az extrém körülmények között való túlélésről. Néhányan a 2010-es San José-i bányabalesetnél, Chilében, még szakértőként is dolgoztak.

## Könyvek és filmek
Számos könyv jelent meg hamis vagy hiányos információkkal. Egyedül Piers Paul Read író – a túlélőkkel együttműködve – adott ki egy alapos munkát Életben maradtak címmel, amely világhírű bestseller lett, és milliós nagyságrendben kelt el.
Az eseményekről már 1976-ban forgattak filmet Mexikóban Sobrevivientes de los Andes címmel. Ez a film a kannibalizmusra összpontosított, és dilettánsként kezelik.
A kannibalizmus tabuja miatt Hollywood 1993-ig várt, hogy filmre vigye az eseményeket. A tragédiát Frank Marshall nagy hitelességgel és a szemtanuk iránti tisztelettel filmesítette meg, Életben maradtak (Alive) címmel. Néhány túlélő, köztük Nando Parrado, tanácsadóként működött közre a forgatás során.
Nando Parrado is írt egy könyvet Milagro en los Andes címmel.
2007-ben Gonzalo Arijon rendező dokumentumfilmet készített Stranded: I've Come from a Plane that Crashed on the Mountains címmel. A filmben a túlélők elmesélik az eseményeket szimulált jelenetekkel, az eredeti lezuhanási helyszínen, egykorú képanyagokkal kiegészítve.
Michel Vinaver francia író Les Ordinaires címmel darabot írt a baleset valós eseményei alapján.
2023-ban mutatták be Juan Antonio Bayona A hó társadalma című filmjét.
2024-ben Oliver Price rendezésében háromrészes dokumentumfilm készült a még életben lévő túlélők szereplésével "Andes Plane Crash" címmel, melyet a Viasat "Légikatasztrófa az Andokban" címmel adott le. https://www.imdb.com/title/tt30992002/

## Fordítás
Ez a szócikk részben vagy egészben  az   Anda flugakcidento de 1972 című eszperantó Wikipédia-szócikk fordításán alapul.  Az eredeti cikk szerkesztőit annak laptörténete sorolja fel. Ez a jelzés csupán a megfogalmazás eredetét és a szerzői jogokat jelzi, nem szolgál a cikkben szereplő információk forrásmegjelöléseként.